# Gerhard Fischer (Politiker, Juni 1951)
Gerhard Fischer (* 14. Juni 1951 in Bäretswil, heimatberechtigt ebenda) ist ein Schweizer Politiker.
Fischer ist gelernter Landwirt. Mit 20 Jahren übernahm er den elterlichen Landwirtschaftsbetrieb. Der 38 Hektaren grosse Betrieb wird heute biologisch-organisch bewirtschaftet. Fischer ist verheiratet und hat zehn Kinder.
Gerhard Fischer ist Mitglied der Evangelischen Volkspartei (EVP). 
Seit 1997 vertritt er den Bezirk Hinwil im Zürcher Kantonsrat. 
Für das Amtsjahr 2010/2011 wurde er zum Kantonsratspräsidenten gewählt. 